# Maxime-Jean-Vincent Germain
Maxime-Jean-Vincent Germain, francoski general, * 1881, † 1953.